# Smidtiola varipes
Smidtiola varipes là một loài ruồi trong họ Tachinidae.